# Anolis bimaculatus
Anolis bimaculatus är en ödleart som beskrevs av  Anders Sparrman 1784. Anolis bimaculatus ingår i släktet anolisar, och familjen Polychrotidae. IUCN kategoriserar arten globalt som livskraftig. Inga underarter finns listade i Catalogue of Life.